# Промович Віталій Ігорович
Віталій Ігорович Промович (14 червня 1990, смт Підволочиськ, Тернопільська область — 3 листопада 2022, район с. Новомихайлівка, Донецька область) — український військовослужбовець, бойовий медик десантно-штурмового батальйону 79 ОДШБр Збройних сил України, учасник російсько-української війни.

## Життєпис
Віталій Промович народився 14 червня 1990 року в смт Підволочиськ, нині Підволочиської громади Тернопільського району Тернопільської области України.
Закінчив загальноосвітню та художню школи, училище (спеціальність — столяр) в смт Підволочиську. Працював за кордоном.
З початком повномасштабного російського вторгнення в Україну 2022 року служив військовим медиком в лавах 79-та окремої десантно-штурмова бригади. Загинув 3 листопада 2022 року в районі с. Новомихайлівка на Донеччині.
Похований 11 листопада 2022 року.
Залишилося двоє синів.

## Нагороди
- орден «За мужність» III ступеня (18 липня 2023, посмертно) — за особисту мужність, виявлену у захисті державного суверенітету та територіальної цілісності України, самовіддане виконання військового обов'язку[2]

## Вшанування пам'яті
1 березня 2023 року на фасаді Підволочиської гімназії імені Івана Франка відкрили пам'ятну дошку Віталію Пропомовичу.